# Хайдингсфельдер, Георг
Георг Хайдингсфельдер (нем. Georg Heidingsfelder; 15 июля 1887, Вайзендорф, сегодня часть Вольфрамс-Эшенбах — 24 января 1943) — немецкий католический богослов, профессор Философско-теологического колледжа в Эйхштетте; брат Франца Хайдингсфельдера.

## Биография
Георг Хайдингсфельдер родился 15 июля 1887 года в Вайзендорфе: сегодня это часть Вольфрамс-Эшенбаха. В 1918 году в Мюнхене он написал и защитил диссертацию о средневековом философе Альберте Саксонском: «Альберт Саксонский. Биография и его комментарии к Никомаховой этике Аристотеля» — стал кандидатом теологии. С 1920 года Хейдингсфельдер состоял в должности профессора философии и педагогики в Философско-теологическом колледже в Эйхштетте (Philosophisch-theologische Hochschule, PTH) — вышел на пенсию в 1941 году.
После прихода национал-социалистов к власти в Германии, Георг Хайдингсфельдер 11 ноября 1933 года был среди более 900 ученых и преподавателей немецких университетов и вузов, подписавших «Заявление профессоров о поддержке Адольфа Гитлера и национал-социалистического государства». Скончался 24 января 1943 года.

## Награды и память
Хайдингсфельдер являлся почетным членом студенческого союза «K.D.St.V. Trifels Munich», являвшимся частью «Картеля католических немецких студенческих ассоциаций» (Cartellverband der katholischen deutschen Studentenverbindungen). В честь него и его брата в их родном городе названа улица «Professor-Heidingsfelder-Straße».

## Работы
- Albert von Sachsen. Sein Lebensgang und sein Kommentar zur Nikomachischen Ethik des Aristoteles (= Beiträge zur Geschichte der Philosophie des Mittelalters. Texte und Untersuchungen. Bd. 22, 3/4, ZDB-ID 502679-9). Aschendorff, Münster 1921 (Zugleich: München, Universität, Dissertation, 1918; 2. Auflage. ebenda 1927).
- Издатель: Johann Michael Sailer: Priester des Herrn. Texte über Priesterbildung, Priesterleben und Priesterwirken. Verlag «Ars sacra» J. Müller, München 1926.
- Die Unsterblichkeit der Seele. Hüber, München 1930.
- Zur Aristotelesdeutung in der Renaissance. In: Philosophisches Jahrbuch. Bd. 53, 1940, S. 386—396.

## Семья
Брат: Франц Ксавьер Хайдингсфельдер (1882—1942) — историк искусства, профессор.